# Olgowka (obwód kurski)
Olgowka (ros. Ольговка) – wieś (ros. село, trb. sieło) w zachodniej Rosji, centrum administracyjne sielsowietu olgowskiego w rejonie korieniewskim obwodu kurskiego.

## Geografia
Miejscowość położona jest nad rzeką Kriepna, 9 km od centrum administracyjnego rejonu (Korieniewo), 89,5 km od Kurska.
W granicach miejscowości znajdują się 262 posesje.

## Demografia
W 2010 r. miejscowość zamieszkiwały 674 osoby.